# Resident Evil: Degeneration
Resident Evil: Degeneration (jap. バイオハザード：ディジェネレーション, Baiohazādo: Dijenerēshon für Biohazard: Degeneration) ist der erste computeranimierte Film basierend auf Capcoms Videospielserie Resident Evil. Er wurde von Capcom und Sony Pictures Entertainment Japan produziert.
Anders als die vorherige Realfilmreihe spielt Degeneration im selben Universum wie die Videospielreihe. Die Protagonisten sind Leon S. Kennedy und Claire Redfield. Der Film feierte in Japan seine Premiere am 11. Oktober 2008 auf der Tokyo Game Show und startete japanweit eine Woche später am 18. Oktober. Die DVD und die Blu-ray Disc des Films erschienen am 26. Dezember 2008 in Japan und am 27. Dezember 2008 in Nordamerika. Der Film erschien in Deutschland am 5. Februar 2009. Die Verleihversion kam bereits am 8. Januar 2009 in die deutschen Videotheken.
2012 erschien die Fortsetzung Resident Evil: Damnation.

## Handlung
Sieben Jahre nach den Ereignissen von Racoon City versucht ein Pharmakonzern namens WilPharma, in Harvardville ein Gegenmittel gegen das T-Virus zu entwickeln.
Allerdings gelingt ihnen das nicht ohne den massiven Protest der Bürger der Stadt, da diese denken, man würde dort das T-Virus züchten.
Claire Redfield arbeitet inzwischen für eine Nichtregierungsorganisation, die WilPharma bekämpft, da sie den Konzern für Menschenversuche in Indien verantwortlich macht. Am Flughafen von Harvardville trifft Claire eine andere Mitarbeiterin der NGO und deren Nichte Rani.
Zur gleichen Zeit befindet sich ein offenbar infizierter Passagier an Bord eines der Flugzeuge.
Während Ranis Tante das Auto holt, passt Claire Redfield auf sie auf. Währenddessen soll ein Senator, der als Berater für WilPharma arbeitet, unbemerkt aus dem Flughafenterminal gebracht werden. Allerdings erkennt Rani ihn. Als dieser dadurch aufgehalten wird, erscheint ein als Zombie verkleideter Demonstrant, welcher auf Senator Ron Davis zuwankt, bis Claire ihn aufhält.
Wenige Augenblicke später wankt ein echter Infizierter im Flughafenterminal auf den Senator zu, ein Polizist möchte ihn festnehmen. Allerdings wird er gebissen und mutiert ebenfalls. Kurz darauf stürzt das Flugzeug, in dem der Infizierte saß, in das Terminal.
Durch den Unfall öffnet sich die Flugzeugtür und Infizierte fallen aus dem Flieger. Claire beobachtet fassungslos, wie im Flughafen Chaos ausbricht, als die Infizierten beginnen, die anwesenden Menschen anzugreifen.
Claire wird in der Menschenmenge von Curtis Miller angerempelt, einem Demonstranten, der bei der Katastrophe in Racoon City seine Frau und sein Kind verloren hat. Er wurde schon mehrmals wegen seiner gewalttätigen Proteste gegen WilPharma verhaftet.
Nach dieser Katastrophe wird der Flugplatz weiträumig abgesperrt und ein Krisenstab eingerichtet, um die Situation zu klären. Aufgrund der raschen Ausbreitung der Infektion verbarrikadieren sich Claire, der Senator, Rani und eine weitere Person im VIP-Raum des Flughafens. Kurz darauf trifft Leon S. Kennedy beim Flughafen ein. Er wurde vom Präsidenten geschickt, um der Army zu helfen, die eingekesselten überlebenden Personen zu retten und die Zombies in Schach zu halten.
Leon landet mit einem Hubschrauber und den Soldaten Angela Miller und Greg Glenn auf dem Dach des Flughafens, um sich von dort aus zu den Überlebenden durchzukämpfen. Nach einigen Zwischenfällen erreichen die drei die Eingeschlossenen. Leons Plan ist es, den Flughafen direkt durch die Lobby zu verlassen. Obwohl dort die meisten Zombies sind, ist dort mehr Platz, die Untoten im Auge zu behalten, ihnen auszuweichen und sie zu bekämpfen. Auf dem Weg zur Lobby wird Greg von einem der Untoten gebissen. Er bleibt zurück, um den anderen mehr Zeit zu verschaffen.
Nachdem die Überlebenden den Flughafen verlassen haben, wird er von der Armee gesäubert.
In der Quarantänezone angekommen, fahren mehrere Lieferwagen von WilPharma vor, was Claire wütend macht. Sie betrachtet WilPharma als einen verantwortungslosen Konzern, wie es auch Umbrella war. Sie trifft Frederic Downing wieder, den sie zuvor im Flughafen kennengelernt hat, und erfährt von Senator Davis, dass Downing WilPharmas bester Wissenschaftler ist und an der Entwicklung eines Impfstoffs gegen das T-Virus beteiligt war. Downing erklärt, dass die LKW ausschließlich diesen Impfstoff geladen hätten. Als Reaktion auf den Ausbruch sei der gesamte Vorrat zum Flughafen gebracht worden. Es würde auch schon längst mehr Impfstoff existieren, hätten Claire und ihre Organisation WilPharma nicht seit Monaten behindert.
Kurz darauf kommt es zu einer Explosion. Es gab einen Anschlag auf die Lieferwagen von WilPharma, wodurch der gesamte Impfstoff zerstört wurde.
Für den Senator ist klar, dass nur einer für den Anschlag verantwortlich sein kann: Curtis Miller. Es stellt sich heraus, dass Curtis Angelas Bruder ist. Sie fährt gemeinsam mit Leon zum Haus ihres Bruders, um dem auf den Grund zu gehen. Claire fährt inzwischen mit Downing zu WilPharma, um die Formel für den Impfstoff vor den Terroristen in Sicherheit zu bringen.
In Downings Büro angekommen, zeigt er nach einem Telefonat mit dem Senator Claire eine Aufnahme des G-Virus, den sich WilPharma auf dem Schwarzmarkt beschafft hat. Der Konzern will auch gegen dieses Virus einen Impfstoff entwickeln. Claire erinnert sich an die Vorfälle in Racoon City und an den Ausbruch des G-Virus dort. Das G-Virus ist um einiges aggressiver und gefährlicher als das T-Virus. Downing verlässt den Raum, um einer Serverstörung auf den Grund zu gehen. Kurz darauf ruft Leon Claire an, um ihr zu berichten, dass das Haus von Angelas Bruder abgebrannt ist und von ihm jede Spur fehlt. Während des Telefonats klingelt das Telefon im Büro. Claire nimmt den Anruf entgegen; es ist Downing, der behauptet, er habe einen Unbekannten gesehen und eine Bombe gefunden.
Claire sieht Curtis mit einem Koffer in den Innenhof des Gebäudes laufen, worauf die Bombe explodiert und das Sicherheitssystem aktiv wird.
Leon und Angela treffen kurze Zeit später auch im WilPharma-Gebäude ein. Im Innenhof findet Angela ihren Bruder, der sich bereits das G-Virus injiziert hat. Er mutiert und verwandelt sich in einen Tyrant. Soldaten stürmen den Raum und eröffnen das Feuer auf Curtis.
Es beginnt ein Kampf, bei dem die Soldaten ihr Leben lassen.
Das WilPharma-Gebäude besteht im Inneren aus fünf separaten Modulen (Sektor 0–4), die im Kreis um den Innenhof angeordnet sind. Als Reaktion auf den Ausbruch des G-Virus wird zunächst der Innenhof mit Ethanol eingenebelt und in Brand gesetzt. Daraufhin stürzt der Boden des Hofs in einen gewaltigen Schacht. Angela, Leon und Curtis entkommen diesem Mechanismus, indem sie sich auf eines der Sektormodule retten. Währenddessen wird die zweite Stufe des Sicherheitssystems aktiv. Auch die Sektoren werden, einer nach dem anderen, in den Schacht fallen gelassen. Als der letzte Sektor abstürzt, gelingt es Leon, sich mit den Beinen an einem Geländer einzuhaken und Angela aufzufangen. Curtis stürzt mit dem letzten Sektor in die Tiefe, doch gelingt es ihm, sich an einem Kabel festzuhalten. Er schlingt einen Tentakel um Angelas Bein und zieht an ihr. Leon kann Curtis mit einem gezielten Kopfschuss dazu bringen, loszulassen.
Unten in der Brennkammer wurde bereits die Verbrennung der Sektoren eingeleitet. Eine riesige Feuerwalze rast den Schacht entlang, doch im letzten Moment schließt sich ein Schott. Die Flammen erreichen Leon und Angela nicht.
Claire, die alles von einem Kontrollraum aus beobachtet hat, entdeckt, dass der ganze Vorfall aufgezeichnet wurde, doch von wem und warum, kann sie nicht feststellen.
Als Senator Davis bei WilPharma eintrifft und von Claire mit den Geschehnissen konfrontiert wird, stellt sich heraus, dass Downing vermutlich noch lebt. Er plant, Proben des G- und T-Virus sowie den Impfstoff und seine Formel an einen terroristischen Diktator zu verkaufen.
Claire, Leon und Angela können Downing vor der Stadt ausfindig machen und die Proben sicherstellen.
In der folgenden Szene sieht man das Büro von Senator Davis, sein Telefon klingelt, doch er nimmt nicht ab. Seine Hand fällt von der Lehne seines Stuhls und hängt leblos herab. Auf seinem Computer werden automatisch Daten zerstört, die mit WilPharma und TriCell zu tun haben.
Zum Abschluss sieht man, wie Arbeiter der Firma TriCell Proben in den Ruinen des WilPharma-Gebäudes bergen. Tricell ist ein Pharmaunternehmen, das im Spiel Resident Evil 5 wieder vorkommt. Serienbösewicht Albert Wesker hat dort seine Finger mit im Spiel.

## Synchronisation
Die deutsche Synchronfassung entstand bei Scalamedia GmbH.
| Rollenname       | Originalsprecher  | Deutscher Sprecher |
| ---------------- | ----------------- | ------------------ |
| Leon S. Kennedy  | Paul Mercier      | Oliver Mink        |
| Claire Redfield  | Alyson Court      | Julia Haacke       |
| Ron Davis        | Michael Sorich    | Thomas Albus       |
| Frederic Downing | Crispin Freeman   | Johannes Raspe     |
| Curtis Miller    | Roger Craig Smith | Ole Pfennig        |
| Angela Miller    | Laura Bailey      | Kathrin Gaube      |
| Greg Glenn       | Steve Blum        | Tobias Lelle       |

## Kritiken
„Ein actiongeladenes CGI-Spektakel, das trotz erheblicher animatorischer Mängel in der Figurenzeichnung Freunde des Spiels durchaus unterhält.“

## Fortsetzung
Am 27. September 2012 wurde in Deutschland die Fortsetzung Resident Evil: Damnation veröffentlicht, die inhaltlich zwischen den Ereignissen von Resident Evil 5 und kurz vor Resident Evil 6 angesiedelt ist. Es handelt sich hierbei ebenfalls um einen Animationsfilm, der mit dem gleichen Team des Vorgängers realisiert worden ist. Capcom produzierte diese Fortsetzung, Shōtarō Suga schrieb abermals das Drehbuch und Makoto Kamiya führte erneut Regie. Anders als der Vorgänger aber, nimmt dieser Film direkten Bezug auf die Geschehnisse im nachfolgenden Spiel, weswegen hier Leon S. Kennedy im Vordergrund steht.